# Kanton Ploubalay
Ploubalay is een voormalig kanton van het Franse departement Côtes-d'Armor. Het kanton maakte deel uit van het arrondissement Dinan. Het kanton werd opgeheven bij decreet van 13 februari 2014 met uitwerking op 22 maart 2015.

## Gemeenten
Het kanton Ploubalay omvatte de volgende gemeenten:
- Lancieux
- Langrolay-sur-Rance
- Pleslin-Trigavou
- Plessix-Balisson
- Ploubalay (hoofdplaats)
- Saint-Jacut-de-la-Mer
- Trégon
- Tréméreuc